# Reno Bighorns 2013-2014
La stagione 2013-14 dei Reno Bighorns fu la 6ª nella NBA D-League per la franchigia.
I Reno Bighorns arrivarono terzi nella West Division con un record di 27-23. Nei play-off persero i quarti di finale con i Fort Wayne Mad Ants (2-0).

## Roster
|    | Naz.                   | Ruolo | Sportivo         | Anno | Alt. | Peso |
| -- | ---------------------- | ----- | ---------------- | ---- | ---- | ---- |
| 2  | Senegal (bandiera)     | C     | Hamady N'Diaye   | 1987 | 213  | 107  |
| 7  | Stati Uniti (bandiera) | G     | Brandon Heath    | 1984 | 191  | 91   |
| 7  | Stati Uniti (bandiera) | G     | Tajuan Porter    | 1988 | 170  | 70   |
| 9  | Stati Uniti (bandiera) | G     | Ray McCallum     | 1991 | 188  | 86   |
| 10 | Stati Uniti (bandiera) | G     | Ra'Shad James    | 1990 | 185  | 88   |
| 11 | Stati Uniti (bandiera) | G     | Sundiata Gaines  | 1986 | 185  | 91   |
| 12 | Stati Uniti (bandiera) | G     | Walker Russell   | 1982 | 183  | 79   |
| 14 | Stati Uniti (bandiera) | G     | Trent Lockett    | 1990 | 196  | 95   |
| 17 | Stati Uniti (bandiera) | A     | Reggie Larry     | 1986 | 198  | 102  |
| 18 | Stati Uniti (bandiera) | A     | DeQuan Jones     | 1990 | 203  | 100  |
| 19 | Stati Uniti (bandiera) | A     | Kevin Foster     | 1989 | 203  | 104  |
| 22 | Stati Uniti (bandiera) | A     | Mo Charlo        | 1983 | 201  | 95   |
| 23 | Stati Uniti (bandiera) | GA    | K.C. Rivers      | 1987 | 196  | 98   |
| 24 | Camerun (bandiera)     | C     | Alfred Aboya     | 1985 | 206  | 111  |
| 24 | Stati Uniti (bandiera) | A     | Marcus Landry    | 1985 | 201  | 102  |
| 30 | Stati Uniti (bandiera) | A     | Royce White      | 1991 | 203  | 118  |
| 32 | Stati Uniti (bandiera) | A     | Bryan Davis      | 1986 | 206  | 113  |
| 33 | Stati Uniti (bandiera) | C     | Mikki Moore      | 1975 | 213  | 102  |
| 33 | Stati Uniti (bandiera) | AC    | Willie Reed      | 1990 | 208  | 100  |
| 44 | Stati Uniti (bandiera) | C     | Mickell Gladness | 1986 | 211  | 104  |
| 50 | Stati Uniti (bandiera) | A     | Tyrell Biggs     | 1986 | 203  | 109  |

## Staff tecnico
- Allenatore: Joel Abelson
- Vice-allenatori: Tyrone Ellis, Ross McMains, Scott Schroeder
- Preparatore atletico: Jervae Odom